# サワール

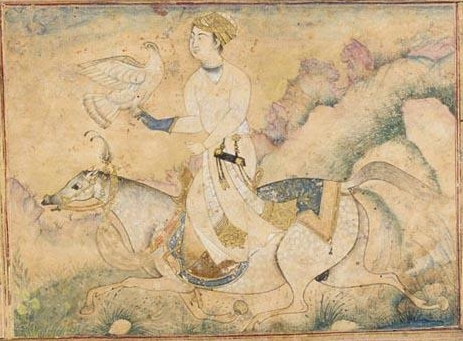
ムガル帝国のサワール

サワール（ヒンディー語：सवार、Sawar）は、インド、ムガル帝国の騎兵を意味する語。この語はマラーター王国でも使用され、のちにはイギリス植民地下ではセポイが歩兵に相当する語として使用されたのに対し、サワールが騎兵に相当する語として使用された。